# Frank LoBiondo

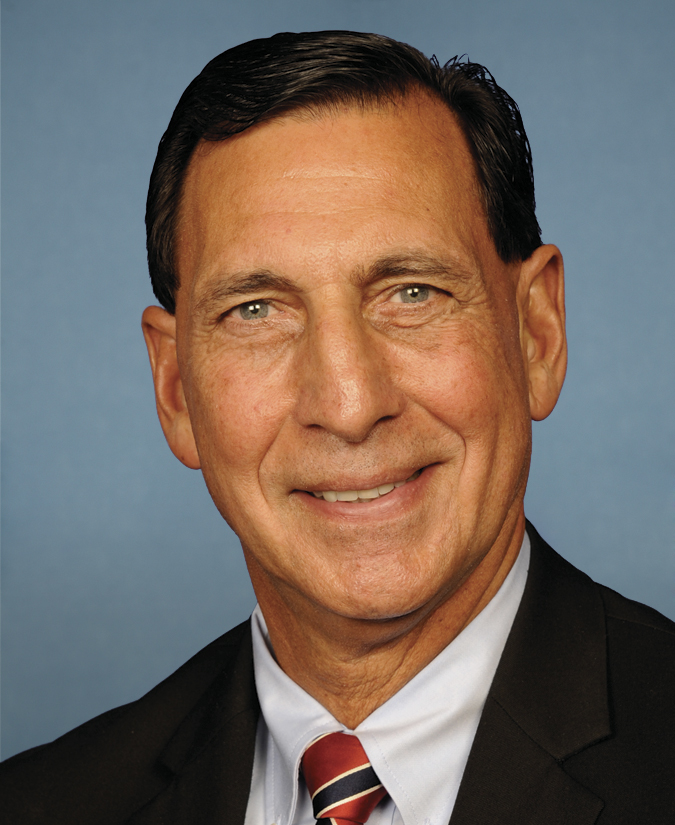
Frank LoBiondo (2011)

Frank A. LoBiondo (* 12. Mai 1946 in Bridgeton, New Jersey) ist ein US-amerikanischer Politiker. Von 1995 bis 2019 vertrat er den Bundesstaat New Jersey im US-Repräsentantenhaus.

## Werdegang
Frank LoBiondo besuchte bis 1964 die Georgetown Preparatory School in Rockville (Maryland). Danach studierte er bis 1968 an der Saint Joseph’s University in Philadelphia. LoBiondo arbeitete 26 Jahre lang für die familieneigene LKW-Speditionsfirma. Gleichzeitig begann er als Mitglied der Republikanischen Partei eine politische Laufbahn. Zwischen 1985 und 1988 gehörte er dem Kreisrat im Cumberland County an; von 1988 bis 1994 war er Abgeordneter in der New Jersey General Assembly.
Bei der Wahl des Jahres 1994 wurde LoBiondo im zweiten Kongresswahlbezirk New Jerseys in das US-Repräsentantenhaus in Washington, D.C. gewählt, wo er am 3. Januar 1995 die Nachfolge des Demokraten William J. Hughes antrat. Nach elf Wiederwahlen, zuletzt 2016, übte er sein Mandat im Kongress bis 2019. Er war Mitglied im Streitkräfteausschuss, im Ausschuss für Verkehr und Infrastruktur und im Geheimdienstausschuss sowie in fünf Unterausschüssen.
Anfang November 2017 gab LoBiondo bekannt, bei der Wahl 2018 nicht wieder anzutreten. Als Gründe gab er an, dass er wegen Amtszeitbegrenzung seinen Vorsitz im Unterausschuss für Luftfahrt und seine Mitgliedschaft im Geheimdienstausschuss verloren hätte und dass die wachsende Parteilichkeit im Kongress Lösungen zunehmend erschwere; in beiden Parteien gebe es kleine, aber laute Gruppen, die sich allein auf Obstruktion verlegt hätten. Sein Mandat endete am 3. Januar 2019. Zu seinem Nachfolger wurde der Demokrat Jeff Van Drew gewählt.
Frank LoBiondo gilt als vergleichsweise moderater Republikaner, vor allem in Umweltfragen. Er gehört der Republican Main Street Partnership an und ist der Republikaner aus New Jersey, der im Repräsentantenhaus am häufigsten mit den Demokraten gestimmt hat.